# Eolo Pons
Eolo Pons  (Buenos Aires, 1914-2009) es pintor argentino. 
Estudió en la Academia Nacional de Bellas Artes “Manuel Belgrano”. A partir de 1935, Eolo Pons estudió, junto con otros alumnos incluyendo: Leopoldo Presas, Luis Lusnich, Alberto Altalef, Andrés Calabrese, Antonio D'Amato, y Bruno Venier, en el Instituto Argentino de Artes Gráficas bajo la dirección del maestro Lino Enea Spilimbergo. Frecuentó el taller de José Planas Casas y Juan Batlle Planas, y el del grabador Pompeyo Audivert. Fue discípulo y amigo del pintor Carlos Giambiagi. 
Desde 1958 a 1964 fue profesor de dibujo y pintura en la Escuela Provincial de Artes Plásticas de Jujuy, de la cual fue, junto con Medardo Pantoja y Jorge Gnecco, uno de sus fundadores. 
Expuso en salones provinciales y nacionales y en más que 250 exposiciones en galerías privadas e institucionales. En 1992, realizó una muestra retrospectiva en las Salas Nacionales (Palais de Glace) en Buenos Aires. Obras de Eolo Pons se encuentran en numerosas instituciones culturales y museos de Perú y de la Argentina y en colecciones privadas del país y del exterior. 
Sus paisajes del norte del país y de la ciudad de Buenos Aires mantienen las huellas del surrealismo argentino.

 
“Hay algo que no hemos de soslayar y que se hace evidente en la trayectoria plástica de Eolo Pons y ese algo alude al elemento humano que aparece en su obra no como simple referencia sino como un hecho inevitable. El hombre y el paisaje configuran los dos extremos de una perfecta armonía. Entre una punta y la otra, está la subjetividad que es producto de su rara sensibilidad de pintor.” -- Rodrigo Bonome, “Eolo Pons”, Buenos Aires, 23 de octubre de 1973.
.